# Clifton, Arizona
Clifton este un oraș și sediul GR6 comitatului Comitatul Greenlee, Arizona, Statele Unite ale Americii. Populația orașului, care se găsește la circa 305 km (sau 195 de mile) est-sud-est față de Phoenix și la circa 195 km (sau 120 de mile) nord-vest față de Tucson, era de 2.265 de locuitori , conform estimării făcute de United States Census Bureau în anul 2005. GR6
Clifton este, după Safford, cel mai important oraș al zonei Safford Micropolitan Statistical Area, care include ambele comitate Graham și Greenlee.

## Geografie
Clifton  se găsește la următoarele coordonate 33°2′26″N 109°18′3″V / 33.04056°N 109.30083°V (33.040536, -109.300882)GR1
Conform United States Census Bureau, orașul are a suprafață totală de 38,8 km² (sau 15 square miles), dintre care 38,5 km² (sau 14,9 square miles) este uscat și restul de 0.3 km² (0.79%) este apă.